# Pourquoi-Pas? IV
Pourquoi-Pas? IV var det fjärde fartyg som byggdes för Jean-Baptiste Charcot med detta namn. 
År 1907 påbörjade Jean-Baptiste Charcot en andra Antarktisexpedition och lät bygga fartyget Pourquoi-Pas? IV, en tremastad bark för denna expedition. Hon utrustades med en motor och hade tre laboratorier och ett bibliotek. Hon byggdes i Saint-Malo i Frankrike efter ritningar av François Gautier på dennes varv. 
Expeditionen genomfördes 1908–1910 med övervintring vid Petermann Island. Pourquoi-Pas? blev 1912 den franska flottans första skolskepp. Mellan 1918 och 1925 ledde Charcot med Pourquoi-Pas? vetenskapliga expeditioner i Nordatlanten, Engelska kanalen och vid Färöarna, huvudsakligen för att studera undervattenslitologi och -geologi. År 1926 seglade Charcot och Pourquoi-Pas? IV utanför Grönlands östra kust.
År 1928 deltog fartyget i efterforskningar efter det försvunna franska sjöflygplanet Latham 47 med Roald Amundsen ombord, vilket i sin tur hade efterforskat Umberto Nobile, vars luftskepp Italia hade försvunnit i ett försök att nå Nordpolen.
År 1934, organiserade Charcot en etnografisk expedition med Pourquoi-Pas? till Grönland under ledning av Paul-Émile Victor, som tillbringade ett år i Angmagssalik i inuitmiljö. År 1935 återvände Charcot och Pourquoi-Pas? dit för att hämta Victor och hans tre medarbetare och för att kartlägga områdena omkring. Den 13 september 1936 gjorde Pourquoi-Pas? ett stopp i Reykjavik i Island för att fylla på bränsle. Hon avseglade därifrån den 15 september. Dagen därpå råkade fartyget ut för en svår storm och slogs sönder mot klippor vid Álftanes i Mýrar. Endast en besättningsman överlevde.

## Bildgalleri

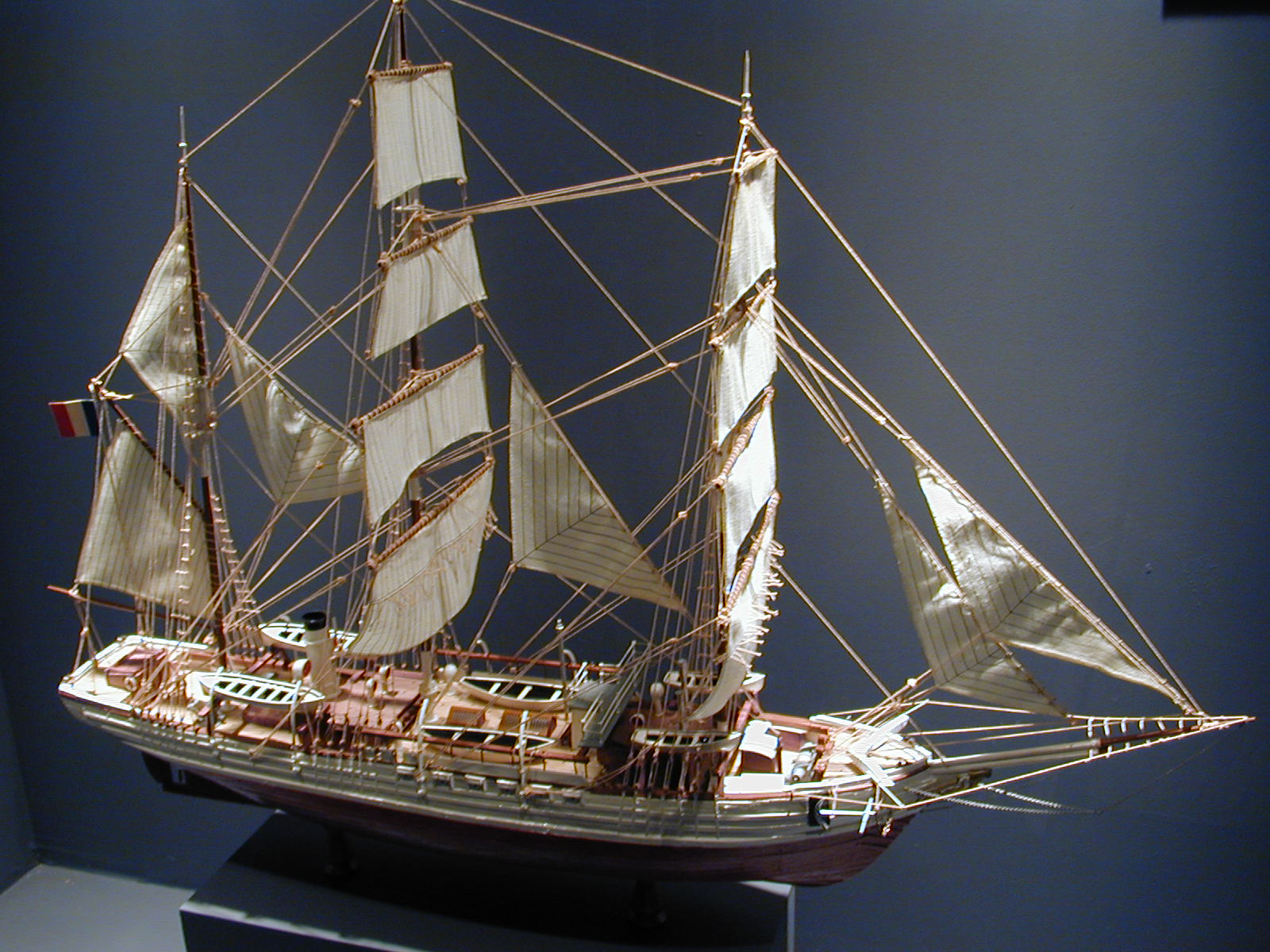
Modell
Pourquoi-pas? IV:s rutt i Antarktis 1908–1910